# Pune Warriors India
A Pune Warriors India (maráthi nyelven: पुणे वॉरियर्स इंडिया, nevének jelentése: púnei harcosok, India) a legnagyobb indiai Húsz20-as krikettbajnokság, az Indian Premier League egyik résztvevő csapata volt, de csak három szezonban, a 2011-estől a 2013-asig szerepelt. Otthona Mahárástra állam egyik nagyvárosa, Púne, hazai pályája a Dzs. J. Pátíl Stadion és a Mahárástrai Krikettszövetség Stadionja volt. Logójuk egy fekete, lándzsát tartó lovas harcost ábrázolt, valamint egy indiai zászlót, benne sárga színnel pedig a csapat nevét.

## Története
Az IPL már 2008 óta létezett, de csak 8 csapat versengett benne. Hamarosan felmerült az igény, hogy ezt a számot tízre kellene bővíteni, ezért 2010 márciusában árverést tartottak, ahol 12 kijelölt városra lehetett ajánlatot tenni, és a két győztes helyszínen alakulhatott meg egy-egy új IPL-klub. Az első helyen a Sahara India 370 millió dolláros ajánlata végzett, amelyet három városra, Púne mellett Ahmadábádra és Nágpurra is benyújtottak; végül ezek közül Púnét választották, így itt alakulhatott meg a Pune Warriors India.
Bár megalakulásukkor az IPL történetének legdrágább csapata lettek, ez eredményekben nem mutatkozott be: az alatt a három év alatt, amikor szerepeltek, legjobb eredményük is csak egy 8. helyezés volt. Végül a 2013-as szezon után pénzügyi problémák miatt a tulajdonos a megszűnés mellett döntött.

## Eredményei az IPL-ben
| Év   | Alapszakasz-helyezés | Eredmény a rájátszásban |
| ---- | -------------------- | ----------------------- |
| 2011 | 9. hely              |                         |
| 2012 | 9. hely              |                         |
| 2013 | 8. hely              |                         |